# モントクレア (カリフォルニア州)
モントクレア（英: Montclair）は、アメリカ合衆国カリフォルニア州のサンバーナディーノ郡にある都市。人口は3万7865人（2020年）。ロサンゼルスの東50キロメートルに位置している。

## 歴史
モントクレア市となった地域で最初の住人はセラノ族インディアンだと考えられている。現在サンアントニオ・クリークと呼ばれるアロヨ・デ・ロス・アリソスというクリークに沿って集落を設立していた。このクリークは現在モントクレア市の西境界となるミルズ・アベニューに沿って流れている。
1897年、現在の市域内に「タウンシップ・オブ・マーケット」が設立された。1900年、広さ1,000エーカー (4.0 km2) の土地が測量され、「モンテビスタ」と名付けられた。モンテビスタの南に小さな町が1907年に設立され、「ナロド」と名付けられた。第二次世界大戦後、モンテビスタは住宅地として成長し、1856年4月25日にモンテビスタ市として法人化された。北カリフォルニアにある町の名前と混同するために、郵便公社はモンテビスタに開局することを拒んだので、1958年4月8日にモントクレアと改名した。

## 地理
モントクレア市の西はポモナ市、北はクレアモントとアップランド、東はオンタリオ、南はチノと接しており、サンバーナディーノ郡の西端近くに位置している。ポモナ・バレーの中にあり、インランド・エンパイアと呼ばれるロサンゼルス内陸部に属している。サンバーナディーノ・フリーウェイが市の北部を通っている。
アメリカ合衆国国勢調査局に拠れば、市域全面積は5.517平方マイル (14.289 km2)であり、すべて陸地である。

## 政治
カリフォルニア州議会上院では第32選挙区に属する。また下院では第61選挙区に属する。連邦議会下院ではカリフォルニア州第26選挙区に属している。クック投票動向指数では共和党+4である。2013年時点で州議会は上下院とも民主党議員が、アメリカ合衆国議会下院では共和党員が代表を務めている。

## 人口動態

### 2010年国勢調査
以下は2010年の国勢調査による人口統計データである。
| 基礎データ - 人口: 36,664人 - 世帯数: 22,097 世帯 - 家族数: 15,258 家族 - 人口密度: 2,565.8人/km2（6,645.4 人/mi2） - 住居数: 9,911 軒 - 住居密度: 693.6軒/km2（1,796.4 軒/mi2） - 持ち家: 59.7% - 借家: 40.3% - 持ち家空き家率: 2.0% - 貸し室空室率: 4.6% 人種別人口構成 - 白人: 52.7% - アフリカン・アメリカン: 5.2% - ネイティブ・アメリカン: 1.2% - アジア人: 9.3% - 太平洋諸島系: 0.2% - その他の人種: 27.0% - 混血: 4.4% - ヒスパニック・ラテン系: 70.2% | 年齢別人口構成 - 18歳未満: 29.3% - 18-24歳: 11.7% - 25-44歳: 29.2% - 45-64歳: 21.4% - 65歳以上: 8.4% - 年齢の中央値: 31歳 - 性比（女性100人あたり男性の人口） - 総人口: 99.1 - 18歳以上: 96.8 世帯と家族（対世帯数） - 18歳未満の子供がいる: 52.0% - 結婚・同居している夫婦: 53.5% - 未婚・離婚・死別女性が世帯主: 18.7% - 単身世帯: 13.0% - 65歳以上の老人1人暮らし: 5.5% - 平均構成人数 - 世帯: 3.81人 - 家族: 4.09人 |

### 2000年国勢調査
以下は2000年の国勢調査による人口統計データである。
| 基礎データ - 人口: 33,049 人 - 世帯数: 8,800 世帯 - 家族数: 7,048 家族 - 人口密度: 2,502.0人/km2（6,482.4 人/mi2） - 住居数: 9,066 軒 - 住居密度: 686.4軒/km2（1,778.3 軒/mi2） 人種別人口構成 - 白人: 33.8% - アフリカン・アメリカン: 6.4% - ネイティブ・アメリカン: 1.0% - アジア人: 5.1% - 太平洋諸島系: 0.3% - その他の人種: 34.6% - 混血: 4.8% - ヒスパニック・ラテン系: 73.0% | 年齢別人口構成 - 18歳未満: 33.1% - 18-24歳: 10.7% - 25-44歳: 30.4% - 45-64歳: 17.4% - 65歳以上: 8.3% - 年齢の中央値: 29歳 - 性比（女性100人あたり男性の人口） - 総人口: 99.6 - 18歳以上: 96.2 世帯と家族（対世帯数） - 18歳未満の子供がいる: 47.5% - 結婚・同居している夫婦: 46.3% - 未婚・離婚・死別女性が世帯主: 26.3% - 非家族世帯: 19.9% - 単身世帯: 15.0% - 65歳以上の老人1人暮らし: 6.3% - 平均構成人数 - 世帯: 3.7人 - 家族: 4.0人 | 収入と家計 - 収入の中央値 - 世帯: 30,797米ドル - 家族: 32,815米ドル - 性別 - 男性: 30,902米ドル - 女性: 27,073米ドル - 人口1人あたり収入: 13,556米ドル - 貧困線以下 - 対人口: 27.4% - 対家族数: 34.2% |

## 著名出身者
- ブライアン・ストークス - 野球選手
- ニック・リマンド - サッカー選手
- ダニー・カリフ - サッカー選手